# Burán bint al-Hasan ibn Sahl
Būrān bint al-Ḥasan bin Sahl (en árabe: بوران بنت الحسن بن سهل‎; 6 de diciembre de 807–21 de septiembre de 884) fue la segunda esposa del califa Al-Maʿmún, gobernante musulmán de la dinastía abasí a principios del siglo IX. 
Burán, que nació con el nombre de Jadīŷa (خديجة بنت الحسن بن سهل Jadīŷa bint al-Ḥasan bin Sahl) era hija de al-Ḥasan ibn Sahl, oficial y alto funcionario de Al-Maʿmún. Tomó su nombre de esposa probablemente de Boran, reina sasánida entre el 630 y el 632.
Se comprometió con el Califa a la edad de diez años. La boda tuvo lugar cuando ella tenía diecisiete años, en diciembre de 825, en Wasit, actual Iraq. La boda fue tan pomposamente celebrada que se volvió proverbial y fue llamada con el nombre de «La Llamada al Islam», Daʿwat al-Islām. Al-Maʿmún se casó con ella en 817 y consumó el matrimonio con ella entre diciembre de 825 y enero de 826 en la ciudad de Fam al-Silh.
Buran ingresó al harén del califa y se convirtió en una de las tres esposas del califa. Viviendo una vida aislada en el harén, solo se saben algunas cosas sobre ella. Se sabe que le pidió al califa que perdonara a su tío, Ibrahim ibn al-Mahdi, que se autoproclamó como califa durante la Cuarta Fitna. También intervino en favor de la princesa Zubaida bint Ŷaʿfar para que Al-Maʿmún le dejara hacer el  hach –la peregrinación a La Meca.
Su padre le heredó el Palacio Hasani a orillas del río Tigris, y se retiró a él cuando enviudó en el 833. Vivió allí hasta su muerte el 21 de septiembre de 884.
A Burán se le atribuye la creación del plato el plato de verduras conocido en árabe como البورانية al-buranía, que en Irán derivó en el borani, con tradición también en las cocinas turca, kurda, judeo-persa y afgana, e incluso en la cocina española, en un plato conocido como alboronía.